# Antony Costa
Antony Daniel Costa (Londra, 23 giugno 1981) è un cantante e attore britannico, membro del gruppo dei Blue.

## Biografia

### L'inizio della carriera
Antony Costa nasce a Edgware, un distretto di Londra, da padre di origine greco-cipriota e madre di origini ebraiche.
Prima di intraprendere la carriera musicale con i Blue, Costa si dedica alla carriera televisiva partecipando ad alcuni episodi delle serie tv inglesi Chalk (4 episodi), The Bill (1 episodio) e Grange Hill (1 episodio).
La passione del canto diventa una vocazione grazie all'incontro con Duncan James: i due, insieme a Lee Ryan e Simon Webbe, danno vita alla boyband dei Blue. La loro carriera inizia nel 2001 per poi terminare temporaneamente nel 2005.

### Dal 2005 al 2010
Nel 2005 partecipa al reality show I'm a Celebrity, Get Me Out of Here!, la versione inglese de L'isola dei famosi.
Nel 2006 partecipa allo spettacolo teatrale The Blood Brothers, in cui interpreta Mickey Johnstone, intraprendendo un tour nel Regno Unito con la compagnia dall'aprile del 2006 al febbraio del 2007. Nel 2006 incide il singolo Do You Ever Think of Me, che precede l'uscita del suo primo album da solista Heart Full of Soul. Nel 2007 entra nel cast di un altro spettacolo teatrale, intitolato Boogie Nights, intraprendendo un tour nel Regno Unito. Da febbraio a marzo 2008 ha tenuto un tour di 18 tappe nel Regno Unito per promuovere le canzoni del suo primo album da solista; in seguito è protagonista di una puntata dello show della BBC Never Mind the Buzzcocks. Durante l'inizio del 2009 partecipa nel cast dell'ultima stagione della serie tv americana Ant & Dec's Saturday Night Takeway. Tra il 2009 e il 2010 torna a intraprendere la carriera teatrale con gli spettacoli Popstar: The Musical e Jack and the Beanstalk, intraprendendo due tour nel Regno Unito. Nel febbraio 2010 appare come ospite nello show Angela and friends e nel settembre dello stesso anno partecipa come concorrente vip nel programma televisivo Total Wipeout.

### Dal 2011 ad oggi
Nel 2011 ritorna con i Blue partecipando all'Eurovision Song Contest 2011 e nel 2013 il gruppo intraprende il Roulette Tour per promuovere il loro nuovo album di inediti Roulette. Nei primi mesi del 2015 partecipa con gli altri tre componenti dei Blue al reality show britannico Blue Go Mad in Ibizia.
Nel dicembre 2013, Antony annuncia su Twitter le nozze con la sua fidanzata Rosanna Jasmin; successivamente, la coppia dichiara di aspettare il loro primo figlio insieme. Nel giugno 2014 nasce Savannah.

## Discografia

### Da solista
Album
- 2006 – Heart Full of Soul

Singoli
- 2006 – Do You Ever Think of Me

### Con i Blue
- 2001 – All Rise
- 2002 – One Love
- 2003 – Guilty
- 2013 – Roulette
- 2015 – Colours